# Dendrocalamus khoonmengii
Dendrocalamus khoonmengii är en gräsart som beskrevs av Sungkaew, Teerawat. och Hodk. Dendrocalamus khoonmengii ingår i släktet Dendrocalamus och familjen gräs. Inga underarter finns listade i Catalogue of Life.